# Macho (tidskrift)
Macho var en tidning, grundad 2006, som behandlade frågor kring genus och jämställdhet. Macho gavs ut som magasin med fyra nummer per år. Under ett år publicerade Macho också varje vecka ett uppslag i Aftonbladets gratistidning Punkt SE. Tidigare kom den var fjärde vecka med Aftonbladet Klick! i litet tolvsidesformat. Chefredaktörer var Inti Chavez Perez och Anna Svensson. Tidskriften var en systertidning till Gringo.
Utmärkande för Macho var nya frågeställningar, enkelt språk och att tidningen inte försökte leverera färdiga svar.
Meningen med tidningen var att bjuda in många läsare som tidigare inte känt sig välkomna att diskutera frågorna.
Macho gavs ut av Latifeh AB. Latifeh AB gick i konkurs augusti 2007. I oktober samma år meddelades det att Macho läggs ned.